# Dobra niższego rzędu

Wykres zależności popytu na dobro podrzędne od dochodów nabywców.

Dobra niższego rzędu, także dobra podrzędne – w ekonomii dobra, na które popyt rośnie pod wpływem spadku dochodów nabywców. Jeżeli zaś dochód nabywców rośnie (ceteris paribus), wówczas popyt spada. 
Są to zwykle dobra gorsze jakościowo, tańsze substytuty. Przykładami dóbr niższego rzędu są niektóre podstawowe produkty spożywcze czy też niskogatunkowa odzież.
Szczególnym przypadkiem dóbr podrzędnych są dobra Giffena.
Przeciwieństwem dóbr niższego rzędu są dobra normalne.